# Oktet bratov Pirnat
Oktet bratov Pirnat iz Jarš pri Domžalah je eden najprepoznavnejših slovenskih oktetov.

## Delovanje
Ustanovili so ga leta 1957 bratje Pirnat, ko so nastopili na oddaji Radia Ljubljana Pokaži kaj znaš. Marijan Lipovšek jih je po uspešnem nastopu povabil tudi na radijsko avdicijo. Po njej so snemali tako za radio kot kasneje za televizijo. Plodno so sodelovali s skladateljema Matijem Tomcem in Pavlom Kernjakom.